# Idrokinesiterapia
L'idrokinesiterapia consiste nell'immersione del corpo in una piscina. Il peso del corpo viene alleggerito fino al 90% (se l'immersione è fino all'altezza delle spalle) al fine di affrontare i vari esercizi di riabilitazione con uno sforzo sensibilmente ridotto.

## Indicazioni
L'idrokinesiterapia è il trattamento ideale per la cura di diverse patologie:
- deficit muscolari,
- per riacquistare il movimento articolare post-intervento,
- per la cura di artrosi,
- per migliorare la circolazione arteriosa e linfatica,
- per gli anziani,
- per pazienti con patologie neurologiche, che possono trovare difficile e doloroso muoversi a terra.